# Jürgen Ingels
Jürgen Ingels (16 maart 1971, Roeselare) is een Belgische ondernemer en durfkapitalist.
Ingels studeerde politieke en sociale Wetenschappen aan de Universiteit Antwerpen en behaalde er een MBA. Daarna startte hij zijn carrière als investeringsmanager bij Dexia Ventures, het risicokapitaalfonds van Dexia. In 2001 richtte hij Clear2Pay op, een bedrijf in financiële technologie. Clear2Pay groeide door tot een internationaal bedrijf met kantoren in meer dan twintig landen en 1.200 werknemers. In 2014 werd Clear2Pay verkocht aan FIS. Na de verkoop van zijn bedrijf is hij teruggegaan naar het durfkapitaal.

## Activiteiten
Sinds 2014 is Ingels managing partner bij SmartFin, een risicokapitaalfonds dat investeert in groeiende Europese technologiebedrijven. Hij is bestuurder bij verschillende grote en kleine bedrijven zoals WDP (BEL 20), Materialise (NASDAQ), Ghelamco, Guardsquare, Recharge.com, MariaDB en Deliverect.
Daarnaast richtte hij Startups.be/Scale-ups.eu op, een organisatie die helpt jonge bedrijven te groeien. Met deze organisatie organiseerde hij in 2018 de eerste editie van het technologiefestival SuperNova in Antwerpen. In 2024 kwam voormalige Amerikaanse president Barack Obama naar België voor de openingsavond van FTI SuperNova waar Ingels het exclusieve interview deed.
Ingels won in 2015 de prijs voor ICT Personality of the Year, uitgereikt door Data News. Deze jaarlijkse prijs wordt overhandigd aan een ondernemer die een significante bijdrage heeft geleverd aan de Belgische IT-sector. In 2009 mocht hij ook met Clear2Pay de prijs voor Beloftevolle Onderneming van het Jaar in ontvangst nemen. In 2022 mocht Ingels de 'Gulden Spoor voor Economische Uitstraling in Antwerpen' in ontvangst nemen, uitgereikt door Beweging Vlaanderen-Europa (BVE).
In 2016 werkte hij mee aan het televisieprogramma Leeuwenkuil op VIER.
Jurgen Ingels is ook de bezieler van de expo SPACE - The Human Quest, een reizende tentoonstelling over ruimtevaart.

### Publicaties
- INGELS, JURGEN, 50 lessen voor ondernemers. Uitgeverij Lannoo (2020).
- INGELS, JURGEN, De verovering van de ruimte. (2022).